# Tratto prosodico
In fonologia, un tratto prosodico (o, meno comunemente, soprasegmentale) è una caratteristica fonologica che coinvolge più segmenti fonemici (cioè più di un fonema) in simultaneità. Generalmente, un tratto prosodico fa riferimento a tre parametri acustici fondamentali (o "correlati acustici"): la frequenza fondamentale, l'intensità e la durata.
I principali tratti prosodici sono accento, tono (al livello della parola) e intonazione (al livello dell'enunciato). Hanno carattere prosodico anche quantità, sillaba, giuntura e ritmo.
Questi fenomeni sono detti soprasegmentali perché agiscono al di sopra del segmento minimo, prosodici perché riguardano la catena parlata e ne determinano l'andamento ritmico.
I fonologi generativisti parlano di fonemi non lineari.

## Accento
L'accento "è la particolare forza o intensità di pronuncia di una sillaba" rispetto ad altre e permette di far emergere una sillaba dalla catena parlata.
In italiano, l'accento può essere intensivo o dinamico ed è mobile, cioè può occupare diverse posizioni nelle parole composte da più sillabe; a seconda della sua posizione, permette di distinguere parole per il resto omografe.
Per esempio: 
- sùbito-subìto, prìncipi-princìpi, circùito-circuìto, àncora-ancóra, ecc.

### Classificazione delle parole in base all'accento
L'accento permette, anche, di classificare le parole in base alla sua posizione all'interno di una parola.
Nella lingua italiana una parola può essere:
- ossitona (tronca), quando l'accento cade sull'ultima sillaba, come in: città, però, così…
- parossitona (piana), quando l'accento cade sulla penultima sillaba, come in: giocàre, marèa, matìta…
- proparossitona (sdrucciola), quando l'accento cade sulla terzultima, come in: màcchina, mòbile, tènero….

Per le parole ossitone plurisillabiche, l'ortografia italiana prevede l'obbligo di indicare la posizione dell'accento tonico usando un segnaccento, come nel caso delle parole città, partì, caffè, perché ecc.
Non è previsto l'obbligo di apporre l'accento grafico sui monosillabi monovocalici come sto, sta, fa, qua ecc., mentre è necessario indicarlo nelle parole monosillabiche per distinguerle dalle omografe: da (preposizione) vs. dà (III persona del verbo dare); la (articolo determinativo femminile singolare) vs. là (avverbio di luogo); si (particella pronominale) vs. sì (avverbio).

## Tono e intonazione
Il tono è l'altezza melodica con cui viene pronunciata una sillaba e dipende dalla velocità e dalla frequenza con cui vibrano le corde vocali.
L'intonazione, invece, riguarda gli enunciati e il modo in cui vengono pronunciati, quindi è un tratto prosodico che assume un ruolo importante soprattutto nel parlato. L'intonazione è una sequenza di toni, che fa assumere alla frase un certo andamento melodico e permette, per esempio, di distinguere frasi dichiarative da interrogative.
Considerando la frase Luigi ha vinto, una distinzione particolare si può fare tra:
- frasi interrogative, caratterizzate da un'intonazione ascendente

(Luigi ha vinto? ↑)
- frasi affermative, caratterizzate da un'intonazione costante

(Luigi ha vinto…  →)
- frasi esclamative, caratterizzate da un'intonazione discendente

(Luigi ha vinto! ↓)

## Lunghezza
Riguarda la quantità di tempo con cui vengono pronunciate sia le sillabe che i foni.
I foni possono essere sia brevi che lunghi, cioè realizzarsi in un tempo più o meno rapido e la durata delle vocali o consonanti ha valore distintivo solo in alcune lingue.
Nella lingua italiana, la lunghezza non ha valore distintivo a meno che non sia considerata l'opposizione di durata tra le consonanti semplici e doppie; infatti, è possibile evidenziare la durata identificando coppie minime e adottando il  criterio delle opposizioni fonologiche come in:
caro ~ carro
In questo caso, sono considerate lunghe le consonanti doppie e brevi quelle semplici.
In altre lingue, invece, la durata vocalica ha valore distintivo, come nel latino classico per la distinzione tra: 
mălum = malanno e mālum = mela
o per il finlandese: 
sata= cento ~ saata= accompagna